# Vrydagzynea beccarii
Vrydagzynea beccarii är en orkidéart som beskrevs av Rudolf Schlechter. Vrydagzynea beccarii ingår i släktet Vrydagzynea och familjen orkidéer. Inga underarter finns listade i Catalogue of Life.